# Torre dei Lamberti

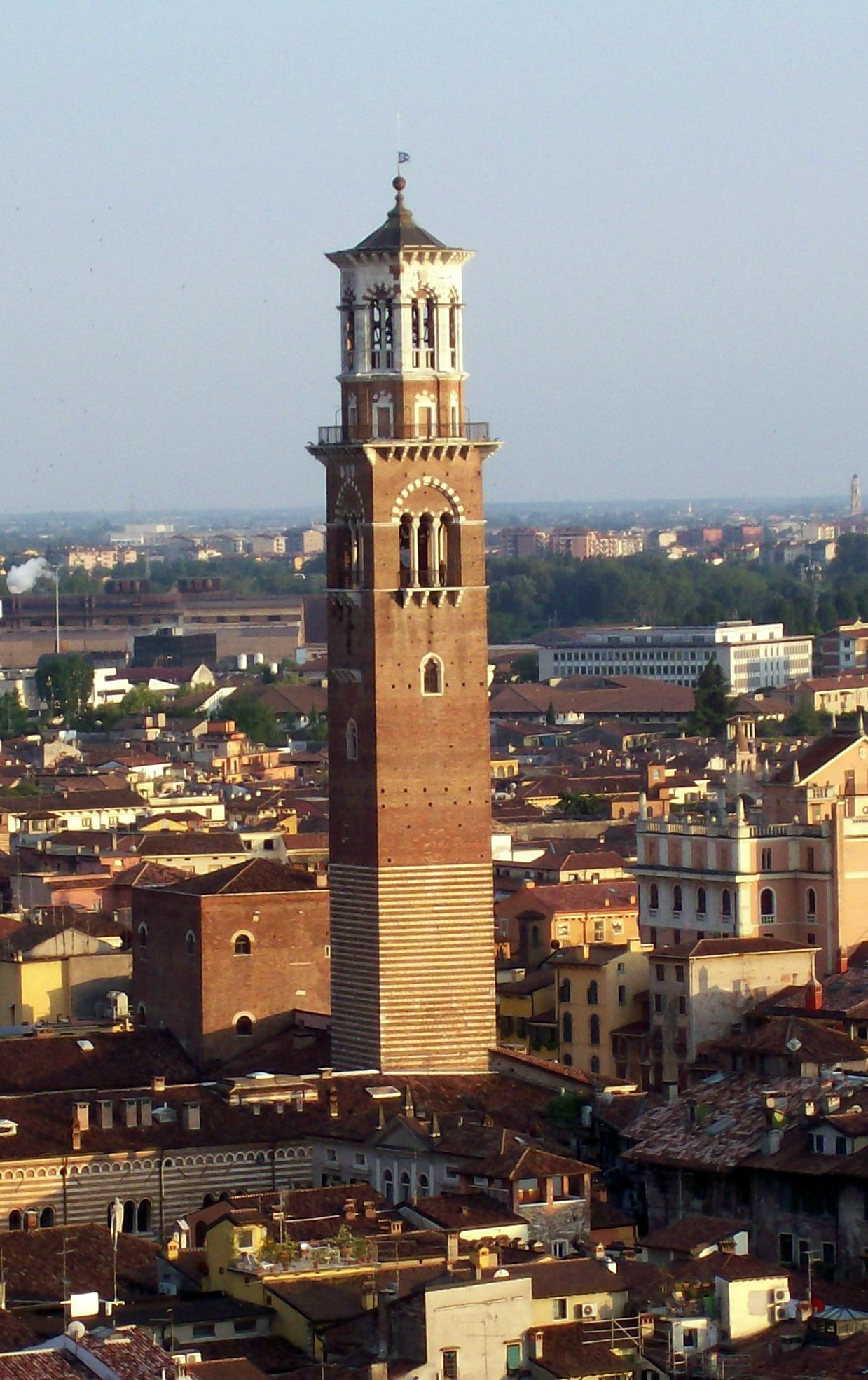
Torre dei Lamberti in Verona, Italië

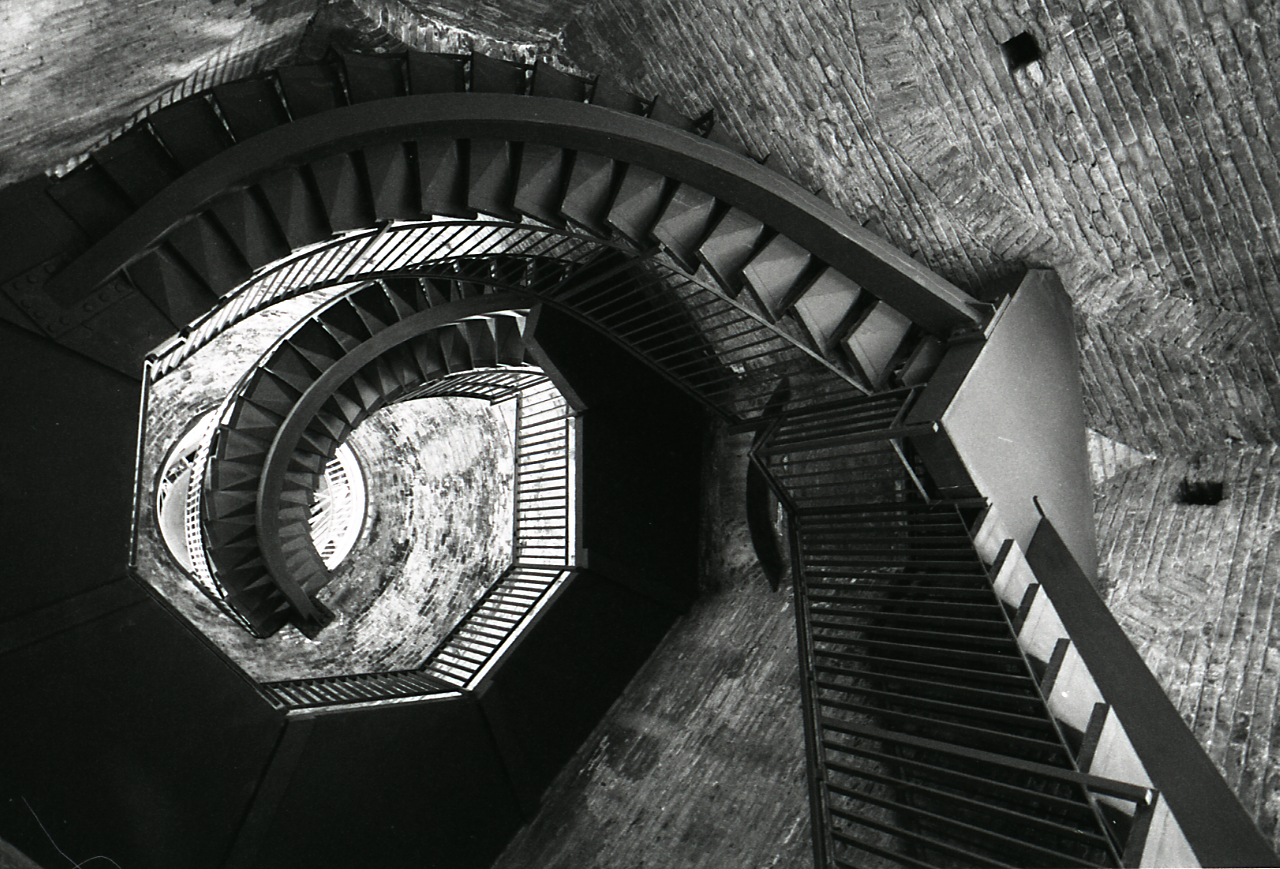
Trappen

De Torre dei Lamberti of Torre del Comune (12e eeuw en 15e eeuw) is het belfort van Verona, stad in Noord-Italië in de regio Veneto. Het gebouw uit de middeleeuwen staat aan de Piazza delle Erbe in het stadscentrum, waar zich in de Romeinse Tijd het forum bevond. Het belfort is bekend om zijn klokken waarvan het luiden van elk een welbepaalde functie had.
De toren is de hoogste van Verona en geeft aan de stad haar typisch uitzicht dat van ver zichtbaar is.
De toren is 84 meter hoog (15e eeuw) en was oorspronkelijk slechts 37 meter hoog (12e eeuw). Er zijn 368 treden om tot boven te geraken. Van daaruit is er een panoramisch zicht over Verona.

## Naam
- Torre dei Lamberti: toren van de familie Lamberto, de eerste bouwheren in de 12e eeuw
- Torre del Comune: toren van de gemeente. De toren maakt deel uit van het stadhuis of Palazzo del Consiglio.

## Historiek
Met de bouw werd begonnen in 1172. Van de eerste eigenaars, de familie Lamberto, is enkel bekend dat ze later verbannen werden uit de stad. De 12e-eeuwse toren is in romaanse stijl gebouwd en is bewaard gebleven. Ze is gekenmerkt door afwisselende lagen van baksteen en tufsteen, zodat het onderscheid met het 15e-eeuwse erboven goed zichtbaar is. Het belfort werd in de loop van de 13e eeuw deel van het stadhuis en voorzien van klokken. 
In 1403 werd de torenspits getroffen door een blikseminslag. Pas na Verona's overgave aan de republiek Venetië (1405) startten de herstelwerken en deze duurden van 1448 tot 1464. De 15e-eeuwse restauratie betekende tegelijkertijd een ophoging van de toren. Een zeldzame keer diende de toren als gevangenis. In de jaren 1779-1798 werd de grote horloge opgehangen, aangezien de horloge op een andere toren, de Torre del Gardello, al lang niet meer werkte.

## Klokken
Alhoewel de klokken in de loop der tijden al eens vervangen werden, behield elke klok zijn naam en functie.
- Rengo of dell’Arengo. De Rengo luidde in de eerste plaats om de gemeenteraad (Arengo) samen te roepen. Dit gebeurde ook om ernstige situaties aan te kondigen. Zo luidde de Rengo om de stadsmilities op te roepen tot de wapens in geval vijandelijke troepen voor de poorten stonden. De Rengo werd ook geluid wanneer gevangenen geëxecuteerd werden of wanneer de pest in de stad gesignaleerd werd. De Rengo is de grootste klok.
- Marangona. De Marangona, de kleinste klok, werd geluid bij brand alsook om de werkuren aan te geven. Zo was het duidelijk wat begin- en einduur was voor de werklieden en hun corporaties. De naam verwijst overigens naar het dialect woord marangon dat timmerman betekent.
- Campana delle Ore of de klok van de getijden of de uren. Deze klok werd in de 18e eeuw opgehangen om vaste uren van de dag aan te geven. De klok is toegewijd aan de martelaren uit Verona Fermo en Rustico.
- Consolata ook Bajone genoemd of klok geluid bij rouw.
- Rabbiosa. Ook deze klok dateert van de 18e eeuw en diende om speciale gebeurtenissen aan te kondigen. De toonaard is een octaaf hoger dan bij de Rengo.

In 1797 tijdens de opstand Pasque Veronesi luidden alle klokken tezamen om iedereen op te roepen de Fransen te verjagen. Bij herdenkingsfeesten hiervan wordt de Torre dei Lamberti versierd met vlaggen.